# 공항역 (광주)
공항역(Airport station, 机場)은 대한민국 광주광역시 광산구 신촌동에 있는 광주 도시철도 1호선의 지하철역이다. 인근에 광주공항이 있으며, 인접한 곳에 광주선과 경전선의 분기점이 있다. 극락교 하저터널로 김대중컨벤션센터역과 연결된다.
광주공항과는 약 300m 떨어져 있어 썩 멀지 않은 편이나, 이용 빈도는 적은 편이며, 호남고속철도 광주송정역 개통 이후 수요가 광주송정역으로 분산되어 이용률이 갈수록 하락하고 있다.

## 역 구조
2면 2선의 상대식 승강장을 가진 지하역이며, 승강장에는 스크린도어가 설치되어 있다. 대합실을 통과해 반대쪽 승강장으로 이동 할 수 있다.

### 승강장
| 김대중컨벤션센터 ↑ |
| \| 상              |
| ↓ 송정공원         |

| 상행 | ● 광주 도시철도 1호선 | 상무・남광주・소태・녹동 방면 |
| 하행 | ● 광주 도시철도 1호선 | 광주송정・평동 방면           |

- 승강장 번호는 없다.

## 승차량 변동
| 역 노선 | 승차 인원 | 승차 인원 | 승차 인원 | 승차 인원 | 승차 인원 | 승차 인원 | 승차 인원 | 승차 인원 | 승차 인원 | 승차 인원 |
| 역 노선 | 2008년    | 2009년    | 2010년    | 2011년    | 2012년    | 2013년    | 2014년    | 2015년    | 2016년    | 2017년    |
| ------- | --------- | --------- | --------- | --------- | --------- | --------- | --------- | --------- | --------- | --------- |
| 1호선   | 849       | 1207      | 1202      | 1191      | 1202      | 1190      | 1181      | 1115      | 1078      | 1056      |

## 역 주변
- 광주공항
- 극락교 방면
- 영산강 방면
- 광주자동화설비 공업고등학교
- 송정동 초등학교
- IYF광주문화체육센터
- 신촌대주파크빌
- 송정주공아파트
- 야촌마을 방면
- 송정동초등학교
- 광주정보고등학교
- 송정우산주공아파트 방면
- (주)EFA 번영씽크ㆍ붙박이

## 역사
- 2008년 4월 11일 : 개통

## 인접한 역
| 광주 도시철도 1호선            | 광주 도시철도 1호선   | 광주 도시철도 1호선    |
| ------------------------------ | --------------------- | ---------------------- |
| 114 김대중컨벤션센터 녹동 방면 | ● 광주 도시철도 1호선 | 116 송정공원 평동 방면 |